# Sh2-284
Sh2-284 è una grande nebulosa a emissione visibile nella costellazione dell'Unicorno.
Si osserva nella parte centro-orientale della costellazione, circa 5° a sudest della Nebulosa Rosetta; può essere scorta e fotografata attraverso un telescopio amatoriale di potenza elevata munito di appositi filtri. Trovandosi quasi a cavallo dell'equatore celeste, può essere osservata da tutte le aree popolate della Terra con facilità senza alcun privilegio; il periodo più propizio per la sua osservazione nel cielo serale va da dicembre ad aprile.

## Caratteristiche
Si tratta di una grande regione H II, la cui distanza è stata a lungo dibattuta: nel corso degli anni ottanta è stata proposta una distanza di circa 5200 parsec (circa 16950 anni luce), collocandola così in una regione intermedia fra il Braccio di Perseo e il Braccio del Cigno; nel 2007, tramite lo studio delle dinamiche dei bracci di spirale galattici, è stata assegnata alla nube una distanza di 7890 parsec, pari a circa 25720 anni luce, dunque nelle regioni più esterne della Via Lattea, sul Braccio del Cigno, chiamato anche Braccio Esterno. Il centro della nebulosa ospita il grande ammasso aperto Dolidze 25 (Do 25), di fatto un'associazione OB composta da una gigante blu di classe spettrale O9 e da quattro stelle più o meno massicce di classe B, inclusa una subgigante; queste cinque stelle, catalogate come Cl* Dolidze 25 MV 1, 9, 12, 15 e 17, sono anche le principali responsabili della ionizzazione dei gas di Sh2-284. A, in queste si aggiungono altre due possibili stelle ionizzatrici, catalogate come HD 48691 e BD+00 1576, rispettivamente di classe B0.5IV e O9III, individuate in precedenza.
Le stelle della regione sono tutte molto povere in metalli, una caratteristica relativamente comune alle stelle poste nelle regioni più esterne della Via Lattea. Nella nube sono anche attivi dei fenomeni di formazione stellare, come è testimoniato dalla presenza di un gran numero di sorgenti di radiazione infrarossa, oltre una trentina, coincidenti con altrettante giovanissime protostelle e stelle di pre-sequenza principale; fra queste sorgenti sono compresi tre maser ad acqua e tre maser al CO. Secondo uno studio del 2007, a Sh2-284 sarebbero connesse fisicamente altre regioni nebulose visibili a breve distanza da essa, come Sh2-283, Sh2-285 e Sh2-286.
Sulla linea di vista della nebulosa si trova un intrico di filamenti gassosi appartenenti a un resto di supernova, catalogato come SNR G213.0-00.6; quest'oggetto si trova in primo piano, a circa 2400 parsec (circa 7820 anni luce) di distanza dal Sole, e farebbe dunque parte del Braccio di Perseo. I due oggetti non sarebbero dunque fisicamente legati.